# Златка узкотелая медная
Златка узкотелая медная (лат. Agrilus mendax) — вид жуков-златок. Обитают в лесах. Длина тела взрослых насекомых (имаго) 10—12 мм. Тело со спинной стороны — бронзово-красное или медно-красное. Переднеспинка и голова с золотистым отблеском, светлее надкрылий. Развиваются на рябине.